# NGC 4164
NGC 4164 este o astrophysical x-ray source⁠(d) situată în constelația Fecioara. A fost descoperită în 22 martie 1878 de către Ernst Wilhelm Tempel.